# Dal Sudan all'Argentina
Dal Sudan all'Argentina (titolo in spagnolo: De la Nubia a La Plata) è un documentario argentino del 2022, scritto e diretto dal regista Ricardo Preve. Il film racconta la storia di uno storico ed egittologo argentino, Abraham Rosenvasser, a capo della missione archeologica franco-argentina, promossa dall'UNESCO, realizzata nel Sudan settentrionale dal 1961 al 1963. Il film ha partecipato a vari festival del cinema internazionali ed ha ricevuto numerosi premi e nomine.

## Sinossi
Tra il 1961 e il 1963, l'egittologo argentino Abraham Rosenvasser organizza una spedizione archeologica in Sudan, in collaborazione con Jean Vercoutter, un noto archeologo francese. L'obiettivo della missione è scavare nel tempio di Aksha, un importante sito culturale del regno di Ramses II, che sorge sulle rive del fiume Nilo, vicino al confine con l'Egitto, prima che la costruzione di una diga, da parte del governo egiziano, seppellisca il tempio nelle acque di un lago. Dopo la prima campagna congiunta, nel 1961, i francesi si ritirano dagli scavi e Rosenvasser deve completare il lavoro da solo. Rosenvasser riesce a recuperare dalle acque crescenti del Nilo i tesori del tempio di Aksha e a portare la parte assegnata all'Argentina al Museo della Plata, dove sono attualmente esposti.

## Origini, produzione e distribuzione
Nel 2017, Ricardo Preve era in Sudan per lavorare sul suo film documentario Tornando a casa e discorrendo con gli abitanti del luogo, sentì parlare per la prima volta della missione franco-argentina in Nubia, nel Sudan settentrionale. Tornato in Argentina, il regista entrò in contatto con eminenti antropologi ed egittologi del suo paese, e venne a sapere molto di più su questa missione, che sembrava sconosciuta alla maggioranza degli argentini. Fu così che Preve venne a conoscenza della storia di Abraham Rosenvasser, uno storico intellettuale che era stato a capo della missione dal 1961 al 1963. Dopo approfondite ricerche, Preve entrò in contatto con la figlia del Dr. Rosenvasser, Elsa Rosenvasser Feher, una nota scienziata, che viveva a La Jolla, in California, negli Stati Uniti d'America. Entrambi concordarono che il viaggio di suo padre e la storia della missione franco-argentina per salvare centinaia di tesori meritava essere narrata in questo film.

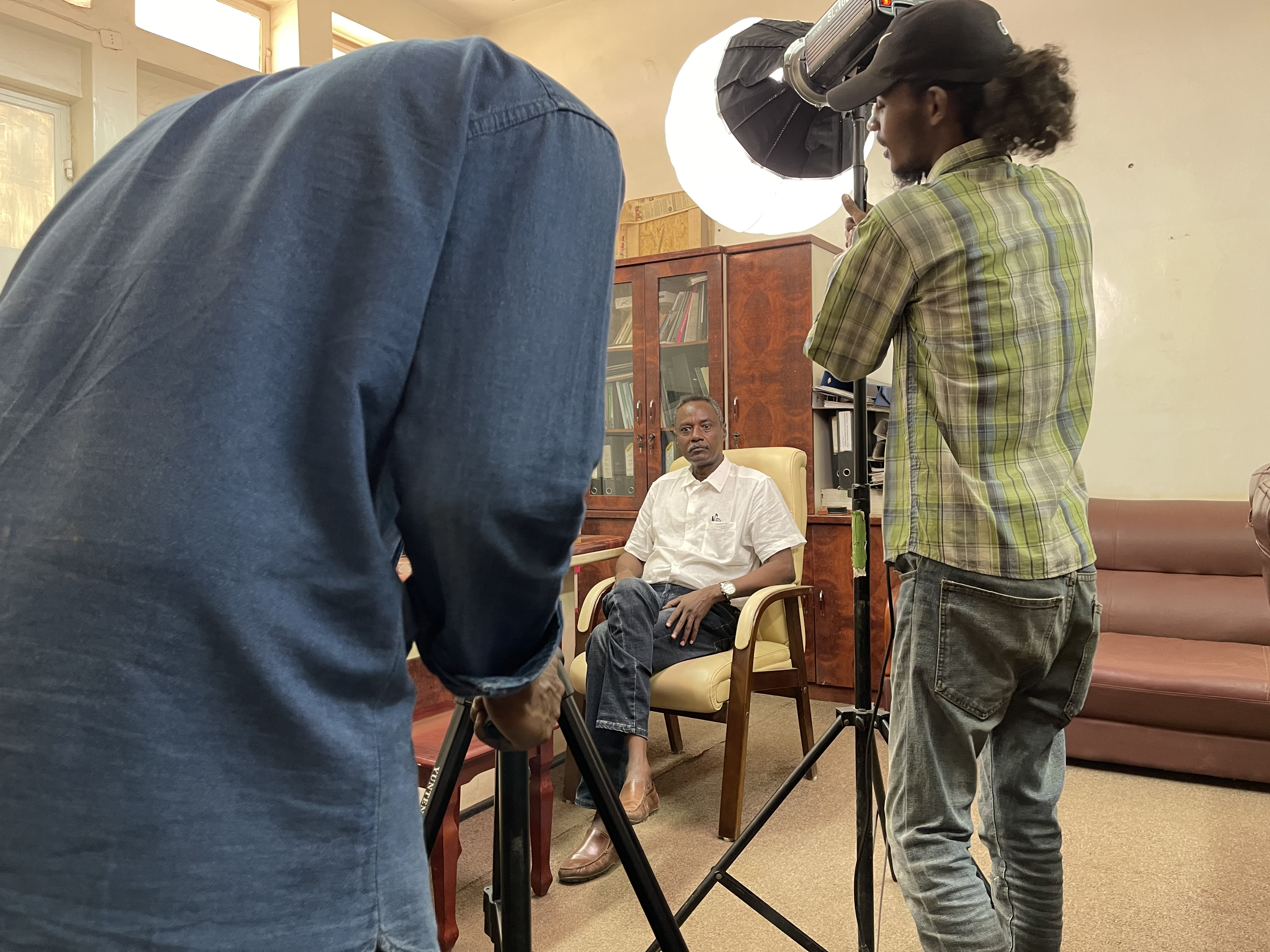
Riprese della seconda unità in Sudan.

Le riprese principali di Dal Sudan all'Argentina iniziarono nel maggio 2021, a la Jolla, California. Nell'agosto dello stesso anno, la troupe cinematografica tornò in Argentina per continuare le riprese nella città di Carlos Casares, in provincia di Buenos Aires (città natale di Rosenvasser), e nel Museo della Plata (dove i tesori recuperati sono attualmente esposti). Nell'ottobre 2021, le riprese vennero fatte anche da una seconda unità in Sudan, sotto la direzione del regista sudanese Talal Afifi. Il montaggio e la post-produzione del documentario iniziarono alla fine del 2021 e furono completati all'inizio del 2022.
Durante quell'anno, il film fu selezionato ufficialmente per partecipare a diversi festival del cinema in tutto il mondo, come ad esempio al Virginia Film Festival negli Stati Uniti e al Fusion International Film Festival in Europa, vincendo premi e menzioni come Miglior Direttore e Migliore Fotografia. La reazione positiva ha incoraggiato Ricardo Preve ad organizzare un tour per la presentazione del film documentario in Europa ed in Africa, in paesi quali il Marocco, l'Algeria e la Tunisia e a partecipare a festival come l'International Arab-African Documentary Film Festival in Marocco, dove ha vinto il premio come Miglior Documentario. 

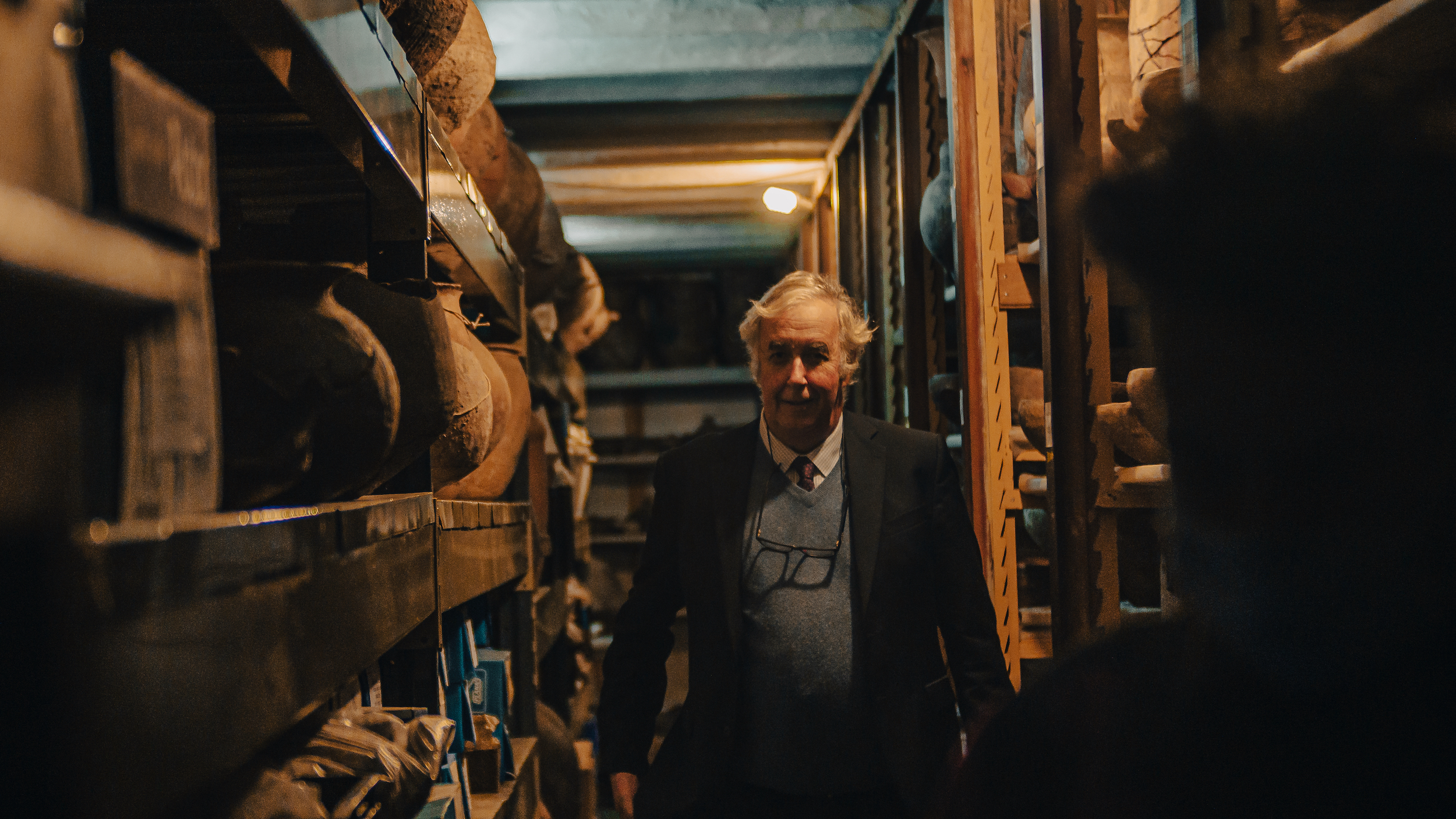
Il regista Ricardo Preve al Museo di La Plata.

Infine, il film fu distribuito nei cinema in Argentina; la prima fu presentata al cinema Cosmos di Buenos Aires il 3 novembre, 2022. Seguirono la proiezione al cinema Frey del Centro Civico di Bariloche nella provincia di Río Negro, all'interno della rassegna Vite Indimenticabili, e al cinema del museo Pablo Ducros Hicken nella città di Buenos Aires.

## Accoglienza
Dal Sudan all'Argentina è stato ben accolto dalla critica e dai professionisti del settore. Gonzalo Sanchez del giornale Clarín ha dichiarato che è "un documentario classico" e che "approfondisce la storia in modo completo creando un documentario illuminante". Juan Barberis del giornale La Nación ha descritto il film "brillante", aggiungendo che la "ricerca documentale serve a dare a Rosenvasser - che per la prima volta è stato riconosciuto con una esposizione dedicata - un più alto profilo".
Catalina Dlugi, direttrice del sito cinematografico Catalina’s Website, afferma che è un "documentario molto interessante", e che "non solo riporta la testimonianza commovente della figlia e dei colleghi, ma anche la voce di questo uomo particolare, che con ironia racconta le sue gelosie e gli ostacoli burocratici che hanno cercato invano di danneggiarlo". Nella rivista culturale BeCult è stato scritto che "non è un altro tipico documentario", e che "il lucido punto di vista di Preve è evidente in questo film."
Il film ha fatto parte di una serie di tributi all'eredità di Abraham Rosenvasser, che si sono conclusi con la presentazione di una targa in suo onore, come eminente storico ed egittologo argentino. Attualmente, la targa si trova nell'atrio del Museo della Plata.

## Premi e riconoscimenti
- 2022 - Virginia Film Festival, Stati Uniti - Selezione Ufficiale
- 2022 - Festival LatinUy, Uruguay - Premio del pubblico al miglior film
- 2022 - International Arab-African Documentary Film Festival, Morocco - Premio miglior documentario
- 2022 - Fusion International Film Festival, Regno Unito - Miglior regista di lungometraggio documentario, Migliore fotografia in un documentario, Miglior lungometraggio documentario, Miglior musica originale, Miglior soggetto,  Miglior film educativo e scientifico
- 2023 - Out of Africa International Film Festival, Kenia - Selezione ufficiale
- 2023 - International Hispanic Film Festival, Delaware, Stati Uniti - Miglior fotografia, Miglior montaggio di suono, Migliore sceneggiatura, Miglior soggetto
- 2023 - Ismailia International Film Festival for Documentaries and Short Films, Egitto - Selezione ufficiale